# دبليو 64 (قنبلة نووية)
دبليو 64 هو رأس حربي نووي نتج بواسطة مختبر لوس ألاموس كمنافسة مع مختبر لورانس ليفرمور لتصميم رأس حربي نووي «معزز الإشعاع» ("قنبلة نيوترونية") للجيش الأمريكي كصاروخ أرض أرض. في يوليو 1964 تم إلغاء التصميم في سبتمبر 1964.